# Johann Nepomuk Schödlberger
Johann Nepomuk Schödlberger (Vienna, 22 maggio 1779 – Vienna, 26 gennaio 1853) è stato un pittore austriaco specializzato in paesaggi; spesso con figure. Fu in gran parte autodidatta.

## Biografia
Schödlberger nacque in povertà, ma sviluppò presto il suo talento per l'arte. Prima di saper scrivere, sapeva già disegnare e lo insegnava ad altri bambini. Iniziò a frequentare la scuola secondaria all'età di otto anni e solo quattro anni dopo ricevette la sua prima istruzione artistica formale. Completò i suoi studi all'età di diciotto anni e divenne insegnante supplente di disegno presso una scuola locale. Due anni dopo iniziò a insegnare alla Hauptschule di Neubau. Inizialmente, condivideva una stanza con Anton Petter, che in seguito sarebbe diventato direttore dell'Accademia di Belle Arti.
Nel 1803 fece la sua prima escursione pittorica in Alta Austria e a Salisburgo. Era la prima volta che vedeva questi paesaggi in prima persona, piuttosto che indirettamente attraverso le opere di altri artisti. Il suo desiderio di saperne di più era tale da recarsi infine a Dresda, esclusivamente per visitare la Gemäldegalerie Alte Meister e copiare due opere ciascuna di Claude Lorrain e Jacob van Ruisdael.
In questo periodo, le sue opere originali attirarono l'attenzione di un certo conte Lambert, che ne acquistò alcune e gli fornì la tanto necessaria pubblicità. Dunque, presto divenne popolare tra la nobiltà, compreso l'imperatore Francesco II.
Nel 1815 fu ammesso all'Accademia di Belle Arti e vi divenne insegnante l'anno successivo. Uno dei suoi studenti più noti fu Ferdinand Georg Waldmüller. Nel 1817 e nel 1818 intraprese un impegnativo viaggio di pittura attraverso l'Italia visitando, così, Roma, Napoli e Firenze. 
L'imperatore fu così impressionato dai suoi risultati che ottenne che alcune delle sue precedenti opere fossero collocate nel Belvedere.
In seguito, il re Ludovico I di Baviera gli avrebbe affidato importanti commissioni. È stato anche commentato che la qualità del suo lavoro diminuiva all'aumentare dei suoi guadagni.

## Galleria d'immagini

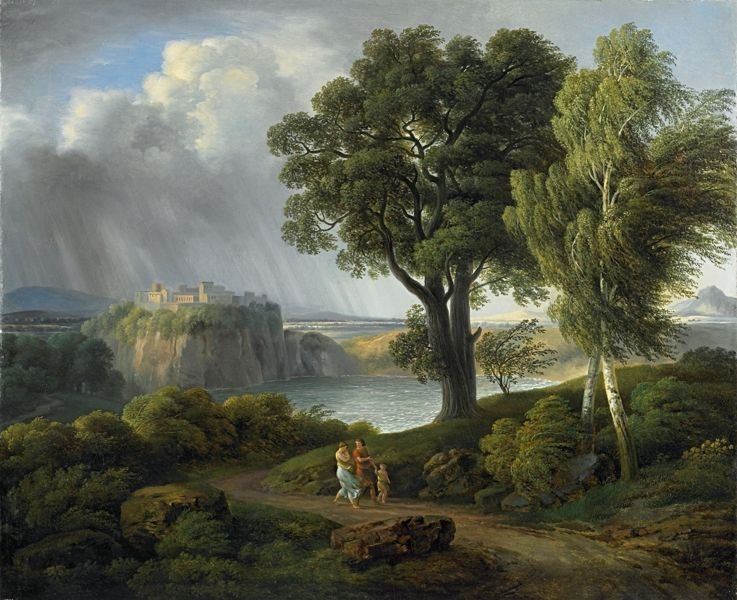
Paesaggio arcadico
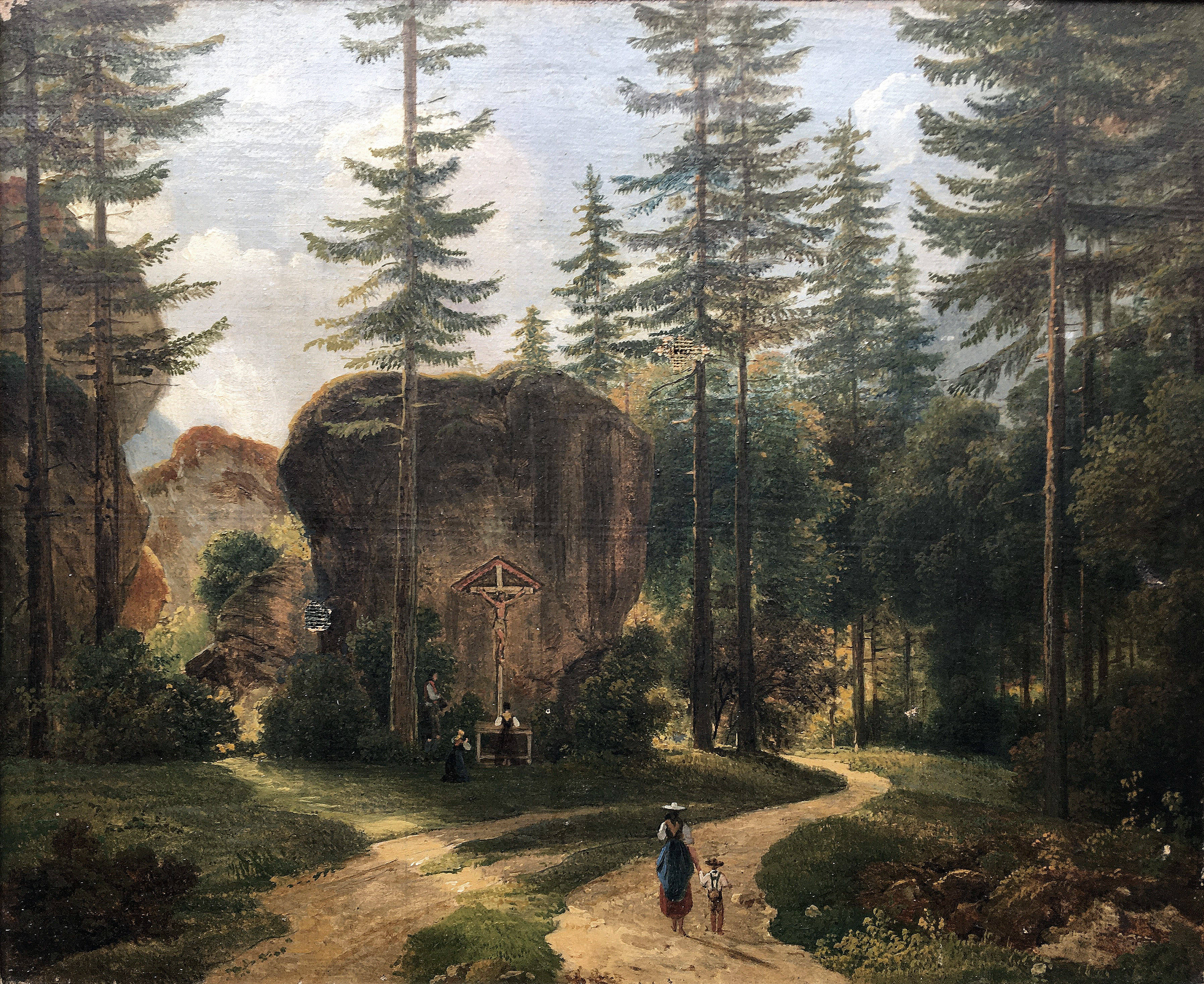
Monolito di roccia "Kreuzstein" nella valle Echerntal, vicino a Hallstatt, Austria, di Johann Nepomuk Schödlberger (1834)